# Stefano Villa
Stefano Villa (Cremona, 9 maggio 1970 – Melegnano, 27 settembre 1995) è stato un poliziotto italiano decorato della Medaglia d'oro al valor civile.

## Biografia
Stefano Villa, figlio unico di una famiglia che viveva nel comune della bassa piacentina di Castelvetro, nacque a Cremona da Enrico, dipendente di un'azienda di autotrasporti e Carmen, casalinga.

### Giovinezza
Appassionato di nuoto e amante della storia d'Italia, il suo autore preferito era Indro Montanelli, dopo le scuole primarie, che frequentò nel suo paese, si iscrisse all'Istituto tecnico commerciale "Eugenio Beltrami" di Cremona dove si diplomò nel 1989.
Chiamato a svolgere il servizio militare, il 25 settembre 1990 venne inquadrato presso il Battaglione del Genio ferrovieri nella caserma "Montezemolo" di Castel Maggiore.

### La Polizia
Congedatosi, decise di entrare in Polizia e ricalcando le orme del nonno, l'8 gennaio 1992 divenne allievo nel 129º corso per agenti di Polizia presso la Scuola Pol.G.A.I. (Polizia Giudiziaria Amministrativa Investigativa) di Brescia. Il 9 luglio 1992 venne assegnato in prova al distaccamento di Polizia stradale ad Arcore.
Divenuto Agente nel 1993 venne trasferito nella squadra di Polizia giudiziaria presso la sottosezione autostradale di Guardamiglio. Cominciò ad occuparsi di rapine ai caselli dell'autostrada e ai TIR, di traffico di armi e di droga.
Lavorò per tre anni con il Vice ispettore Marco Calderoni, svolgendo servizio sull'Autosole tra Milano e Fiorenzuola. Insieme eseguirono, tra il 1993 e il 1995, ben 274 arresti oltre al sequestro di ingenti quantitativi di droga e merci rubate, meritandosi dai colleghi l'appellativo di "primi della classe".

### La morte
La sera del 27 settembre 1995, mentre erano in servizio antirapina, intercettarono un malvivente, tale Marco Antoniali, un ex dipendente delle Autostrade licenziato per troppe assenze, che aveva già assaltato diverse volte il casello di Melegnano, fatto oggetto di rapine per ben 27 volte nei primi mesi di quell'anno. I due poliziotti notarono verso le 21.15 un'autovettura, la Fiat Uno grigia condotta dall'Antoniali, che arrivata da nord usciva dall'autostrada e faceva inversione per rientrare. Il ladro, con il viso coperto da un passamontagna ed una pistola calibro 38 Special in pugno tentò di rapinare il casellante ma venne colto di sorpresa dagli agenti, intervenuti per sventarne l'azione, che gli intimarono l'alt. In risposta l'Antoniali sparò tre colpi di pistola ferendo il Vice ispettore Calderoni che a sua volta fece fuoco colpendolo mortalmente con due proiettili al petto. Prima di risalire in auto e morire schiantandosi contro un guard rail a poche centinaia di metri, il rapinatore sparò nuovamente centrando con un proiettile al cuore Stefano Villa. I successivi soccorsi furono inutili e trasportato all'ospedale di Vizzolo Predabissi vi giunse ormai morto, mentre il collega fortunatamente si salvò.
Le esequie di Stato furono tenute il 29 settembre 1995, officiate dal Cardinale Carlo Maria Martini, Arcivescovo di Milano, nella Basilica di Sant'Ambrogio.
Il 26 maggio 1996 il Presidente della repubblica Oscar Luigi Scalfaro conferì a Stefano Villa la medaglia d'oro al valore civile consegnandola ai suoi genitori nell'occasione del 144º anniversario della costituzione del Corpo della Polizia di Stato.
Il 10 maggio 2013, in occasione della Giornata della legalità, il Comune di Somaglia gli ha dedicato ufficialmente una via del paese.
Nel comune di Tavazzano con Villavesco gli è stato intitolato un parco giochi.